# Macdunnoughia crassisigna
Macdunnoughia crassisigna är en fjärilsart som beskrevs av W. Warren 1913. Macdunnoughia crassisigna ingår i släktet Macdunnoughia och familjen nattflyn. Inga underarter finns listade i Catalogue of Life.